# Bo Jensen
Bo Jensen (Copenhague, 2 de febrero de 1976) es un deportista danés que compitió en curling. Ganó dos medallas en el Campeonato Europeo de Curling, en los años 1999 y 2007.

## Palmarés internacional
| Campeonato Europeo | Campeonato Europeo | Campeonato Europeo | Campeonato Europeo |
| Año                | Lugar              | Medalla            | Prueba             |
| ------------------ | ------------------ | ------------------ | ------------------ |
| 1999               | Chamonix (Francia) | Medalla de plata   | Equipo             |
| 2007               | Füssen (Alemania)  | Medalla de bronce  | Equipo             |